# Operação Fiat Lux
A Operação Fiat Lux foi uma operação da Polícia Federal do Brasil deflagrada em 25 de junho de 2020. Foi um dos desdobramentos da Operação Lava Jato, que investiga propina na Eletronuclear. Dentre os investigados está o ex-ministro de Minas e Energia no governo Lula, Silas Rondeau.
Na operação foram expedidos doze mandados de prisão. e foram cumpridos dezoito mandados de busca e apreensão no Rio de Janeiro, São Paulo e Brasília, expedidos pelo juiz Marcelo Bretas, da 7ª Vara Federal do Rio de Janeiro.
Segundo o Ministério Público Federal, um dos alvos da operação, Ana Cristina Toniolo, filha do ex-presidente da Eletronuclear Othon Luiz Pinheiro da Silva, guardava 15,5 milhões de francos suíços (o equivalente a R$ 87,5 milhões) em contas na Suíça abastecidas com propina, dinheiro apreendido em 2015 pelos procuradores suíços.